# Fabijan Lovoković
Fabijan Lovoković (Podgorač, 18. siječnja 1927. – Sydney, 28. ožujka 2022.), hrvatski publicist i kulturni djelatnik.

## Životopis
Obrazovao se u rodnom mjestu, Osijek, Zemunu i Zagrebu, kasnije i u iseljeništvu. Dana 7. svibnja 1945. odlazi u progonstvo te boravi pet godina u Austriji po izbjegličkim logorima (Enns, Steyer, Voecklabruck, Asten i Wegscheide). God. 1949. nastavlja naobrazbu pri Tehničkoj školi u Linzu, no 18. studenoga 1950. dolazi u Sydney, gdje isprva radi u tvornicama vojnoga namještaja i električnih uređaja. 
Suosnivač je i dugogodišnji tajnik i rizničar prvoga Australsko-hrvatskoga društva u Sydneyju (1951.). Imenovan je za Sudca mira 1968., a od 1974. članom je Savjetodavnoga odbora tumača i prevoditelja. Na Sveučilištu Novoga Južnoga Walesa u Sydneyu stječe diplomu za državnoga tumača i prevoditelja (1976.), a od 1987. tumač je III. stupnja. Završio je tečaj posebnoga službenog tumača na Sveučilištu Western Sydney (2001.). Sudjeluje u organizaciji pomoći hrvatskim izbjeglicama u Australiji pedesetih god. XX. st. i u nastojanjima za priznanjem hrvatskog jezika osamdesetih. Bio je izaslanikom 10. konvencije useljenika u Canberri, član prvoga odbora Hrvatske znanstvene zaklade i tajnik središnjega odbora Hrvatskog društava Australije. 
Organizirao je javne nastupe hrvatske zajednice u različitim prigodama, bio je učitelj hrvatskog jezika u Auburnu, izaslanik Svjetske antikomunističke lige na kongresima u Južnoj Koreji, Tajvanu i Urugvaju. Posebno se istakao devedesetih oko prikupljanja i slanja pomoći Republici Hrvatskoj za vrijeme Domovinskog rata. Tijekom pet desetljeća izdaje i uređuje hrvatski tjednik Spremnost (1957. – 2007.). Hrvatski predsjednik Franjo Tuđman odlikovao ga je 28. svibnja 1996. Redom hrvatskoga pletera.
Uz niz članaka i osvrta, izdao je i dvije knjige:
- Hrvatske zajednice u Australiji : nastojanja i postignuća, Središnji odbor hrvatskih društava Australije: Kingsgrove, 2010.
- U pomoć Hrvatskoj : nakon 46 godina put u Domovinu početkom rata 1991., Kingsgrove, 2016.